# Grafomania
Grafomania (z greckiego: „gráphein” – rysować, pisać i „mania” – szaleństwo) – patologiczny przymus pisania utworów literackich. Określenie o wydźwięku pejoratywnym.
W większości wypadków pojęcie to dotyczy natręctwa pisarskiego występującego u osób, o których sądzi się, że nie mają odpowiedniego talentu. Jednak grafomania nie musi wiązać się z brakiem predyspozycji pisarskich, może wynikać z rozmijania się z percepcją sztuki i literatury właściwej dla danej epoki. Grafomania jest bardziej zauważalna u autorów, którzy łączą przymus pisania z dążeniem do upowszechniania swoich utworów, mimo negatywnej oceny ich poziomu artystycznego.